# Parodia procera
Parodia procera là một loài thực vật có hoa trong họ Cactaceae. Loài này được F. Ritter mô tả khoa học đầu tiên năm 1964.

## Hình ảnh

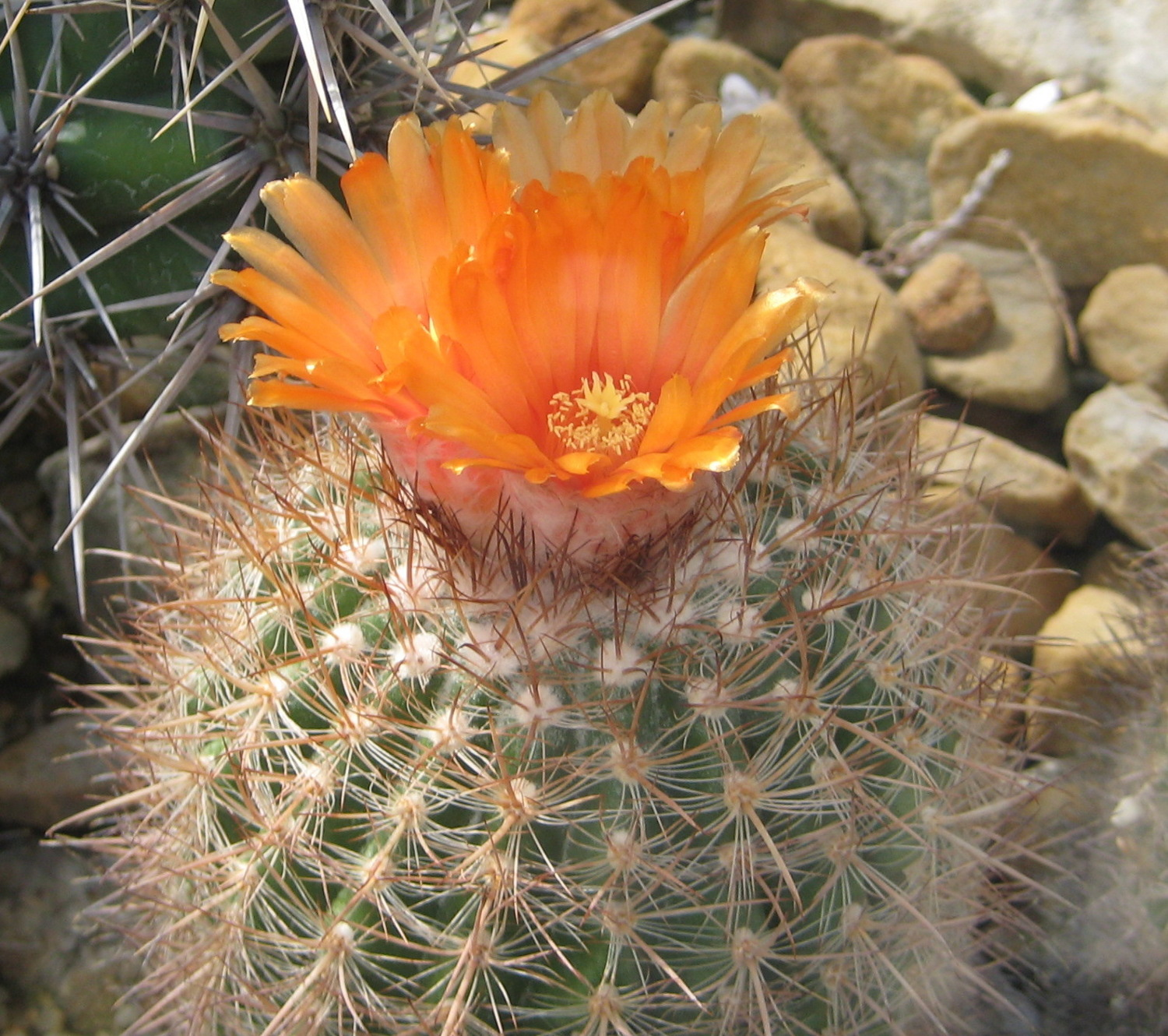
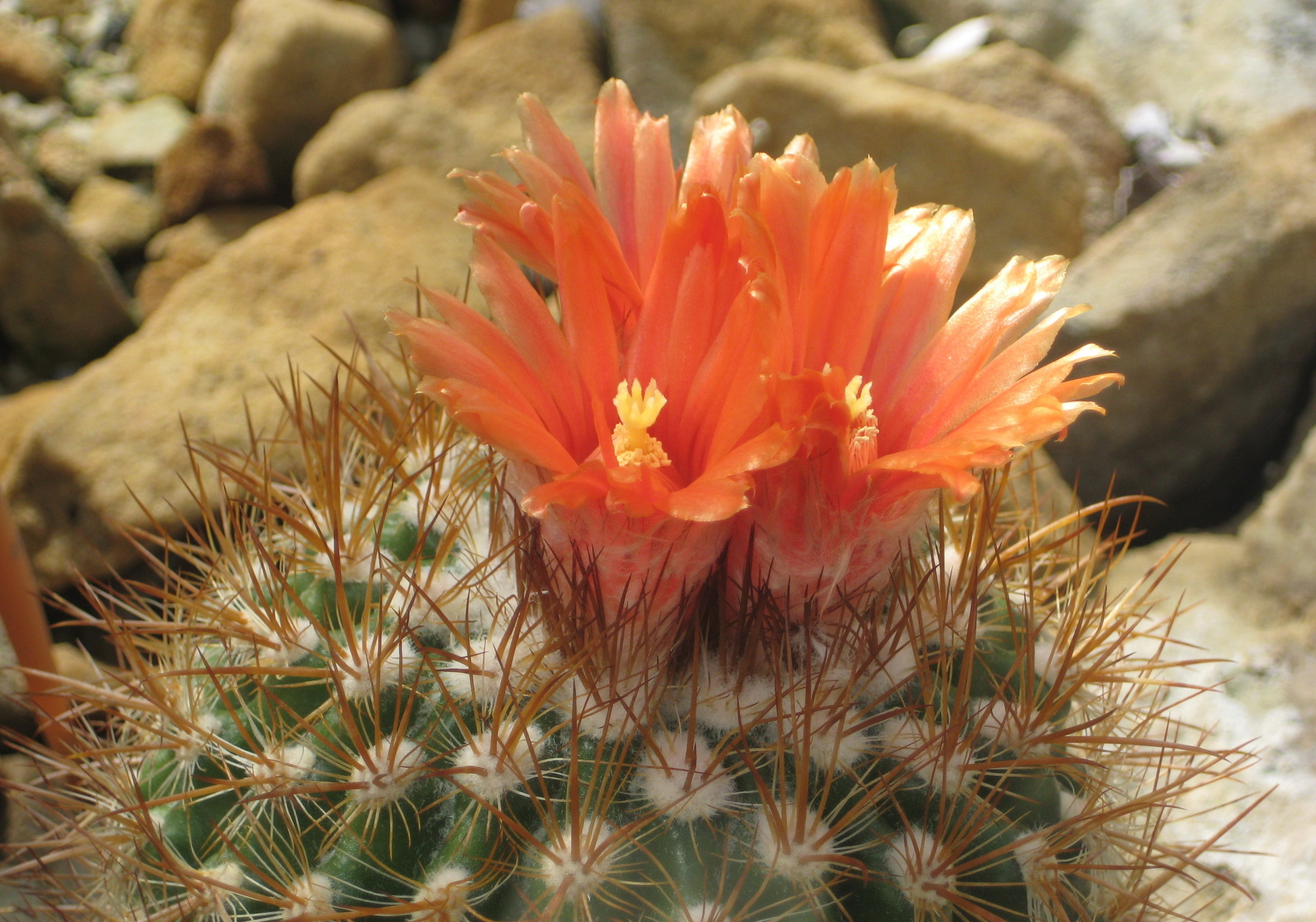
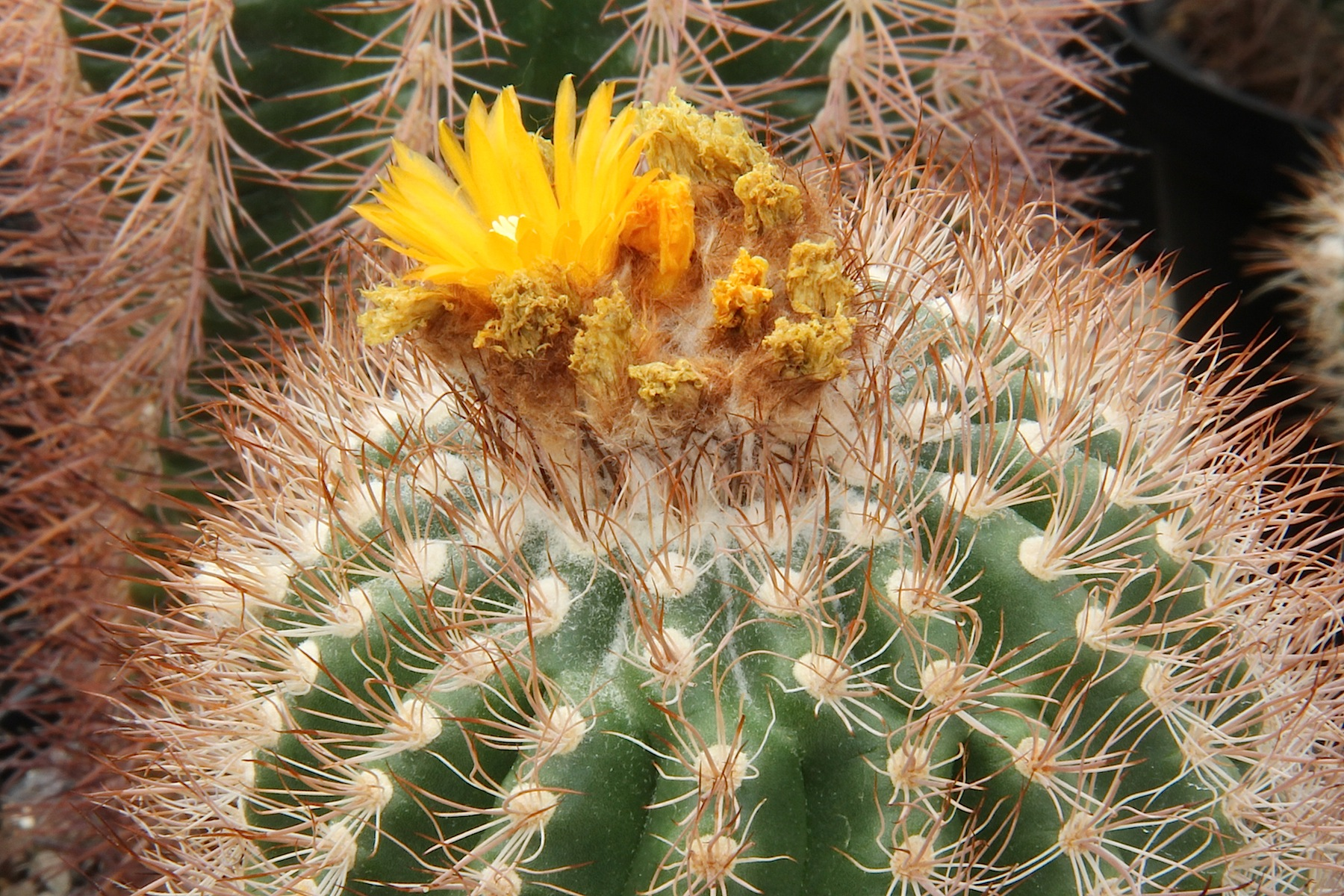